# میندوگاس ازرسکیس
میندوگاس ازرسکیس (به لیتوانیایی: Mindaugas Ežerskis) (زادهٔ ۲ اوت ۱۹۷۷) کشتی‌گیر پیشین اهل لیتوانی است که در دستهٔ سنگین‌وزن کشتی فرنگی نمایندهٔ این کشور در سه دوره از بازی‌های المپیک (۲۰۰۰، ۲۰۰۴، ۲۰۰۸) بود. او یک مدال نقرهٔ مسابقات قهرمانی کشتی جهان (۲۰۰۷) و نیز دو مدال نقره (۲۰۰۹، ۲۰۱۲) و یک برنز (۲۰۰۵) مسابقات قهرمانی کشتی اروپا را کسب کرده است.